# 斯爾薩縣
斯爾薩縣是印度的一個縣，位於該國北部，由哈里亞納邦負責管轄，距離德里250公里，面積4,277平方公里，識字率為60.55%，2001年人口1,116,649，人口密度每平方公里261人。

## 外部連結
- District- Sirsa district official website[永久]

29°32′24″N 75°01′48″E / 29.54000°N 75.03000°E